# 塔滕
塔滕是奥地利布尔根兰州滨湖新锡德尔县的一个市镇。总面积36.11平方公里，总人口1355人，人口密度37.5人/平方公里（2001年）。